# 二本松藩
二本松藩（にほんまつはん）は、陸奥国南部（岩代国）安達郡（現在の福島県二本松市郭内三丁目）に存在した藩。居城は二本松城（霞ヶ城）。

## 藩の前史
二本松は戦国時代まで畠山氏の所領であったが、天正14年（1586年）に伊達政宗が畠山氏を滅ぼして伊達領になる。天正18年（1590年）7月に小田原征伐で北条氏直を降した豊臣秀吉は8月に会津に入り、奥州仕置とそれに伴う奥州再仕置により、二本松は会津の領主となった蒲生氏郷の領地となった。氏郷は織田信長の娘婿であり、これ以前は伊勢に所領を持っていた。蒲生時代には秀吉の命令で天正・文禄年間に検地が行われて蒲生領は91万9320石とされた。文禄4年（1595年）2月に氏郷は急死し、嫡子の蒲生秀行が跡を継ぐも、この際に秀吉の命令で会津黒川・白河・二本松を除く領内の城の大半が浅野長政・幸長により破却された。秀行は家康の3女振姫と結婚するが、慶長3年（1598年）1月に下野宇都宮18万石に減封・移封となった。
代わって会津に入部したのは、越後春日山城主の上杉景勝であり、蒲生旧領と出羽庄内に佐渡を加えた120万石で入った。景勝は二本松のある積達地方の支城には安田能元・下条忠親・秋山定綱・山浦景国・市川房綱らを入れて固めた。秀吉没後、慶長5年（1600年）に関ヶ原の戦いが起こり、西軍が敗れると景勝は徳川家康によって慶長6年（1601年）8月に90万石を減封の上で出羽米沢藩30万石に移封され、代わって会津から宇都宮へ移っていた蒲生秀行が60万石に加増されて入部し、二本松もその支配下に入った。秀行の時代には凶作・飢饉・大地震・風水害が起こり、それに加えて年貢の増徴と諸役の重負担で百姓の逃散が相次ぐ。秀行は慶長17年（1612年）5月に30歳で死去し、嫡子忠郷が継ぐが、先代から続く家中内訌もあり、寛永4年（1627年）1月に忠郷も早世すると、幕府は忠郷に継嗣が無い事を理由に会津領60万石を改易した（ただし名跡、所領は伊予で存続）。

## 藩史

### 松下家の時代
忠郷没後の2月、伊予松山藩20万石から加藤嘉明が倍に加増された40万石で会津に入部した。嘉明は豊臣秀吉に仕えて賤ヶ岳七本槍の1人に数えられる武将である。この時、嘉明の娘婿であった松下重綱が与力大名として下野烏山藩2万8000石から2万2000石を加増されて5万石で二本松に入部したことから、二本松藩が立藩した。重綱は豊臣秀吉が若い頃に主君として仕えていた時期がある之綱の息子である。松下領は東安達郡18村と西安達郡28村を支配した。しかし重綱は同年10月に病死し、嫡子長綱が跡を継ぐが、幕府は長綱幼稚を理由にして寛永5年（1628年）1月に2万石を減らした3万石で陸奥三春藩に移封した。

### 加藤明利の時代

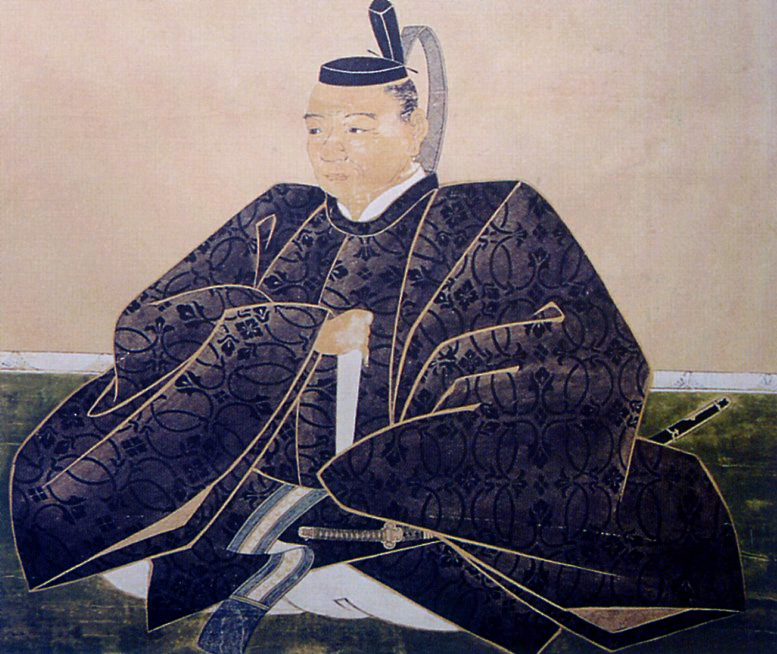
会津藩主の加藤嘉明

長綱と入れ替わりで二本松に入部したのは、嘉明の3男・加藤明利であった。明利は前年に父が会津に入部した際、三春藩3万石を与えられていたのである。
だが寛永8年（1631年）9月に嘉明が亡くなり、嫡子明成が継ぐと、加藤領では会津でも二本松でも厳しい新田検地が実施された。これは気候温暖で農業先進帯であった四国から寒冷な後進地である会津・二本松へ国替えされ、しかも倍以上の加増となったためにそれに見合う幕府の軍役と普請を負担することになり、財政難が深刻化したためであった。このため加藤家は新田開発を推進する一方で年貢を増徴し、二本松の領民は加藤家の苛政に苦しんだ。このため徳川家光が奥羽松前巡見使を派遣した際、積達地方では加藤家の苛政を訴える訴状を巡見使に提出しようとまでした（『年代記』）。だが加藤家は妨害して訴状提出は失敗し、巡見後に厳しく探索されて首謀者らは摘発されて寛永12年（1635年）に処刑された。
また二本松領では年貢以外の雑税（小物成）も厳しく増徴されたが、他にも会津若松城修築や江戸城普請の国役による労役負担も重くのしかかった領民は身売りや逃散が相次いだ。逃散は寛永19年（1642年）にピークを迎えたが、これは連年の年貢増徴と同年の凶作が発端である。こうして二本松藩では完全に藩政が行き詰まり、その中で明利は寛永20年（1643年）3月に死去した。5月には加藤宗家の会津藩主である明成が家中騒動や悪政を理由に改易されると、明利の跡を継いでいた息子の明勝も亡き明利の生前の行状がよろしからずとして二本松藩3万石を改易に処した。

### 丹羽家の時代

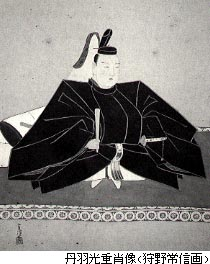
二本松初代の光重

加藤家改易後の8月2日、陸奥白河藩主であった丹羽光重が10万700石で入る。光重は織田信長の絶大な信任を受けた重臣で「米五郎左」と称された丹羽長秀の嫡孫であり、信長の重臣であったという名家の所以から、国主格の厚遇を受けることとなる。

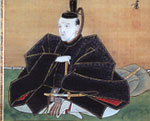
二本松2代の長次

丹羽家は光重の父・長重の時代に関ヶ原の戦いで西軍に属して前田利長と戦い、戦後に改易されたが、徳川秀忠の取りなしと、長重正室の報恩院が信長の娘で秀忠正室の崇源院と従姉妹にあたる関係を重視されたものであり、長重は最終的に10万石の大名として復帰を果たした。このため、二本松城下に秀忠・家光父子の廟所を造営し、幕命による東海道などの川筋普請や日光東照宮・増上寺の修築普請を率先して勤め上げ、徳川将軍家に対する忠誠を最大至上とした。

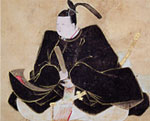
二本松3代の長之

藩政は初代光重の時代にほぼ確立され、二本松城や侍屋敷・城下町の整備、法制確立、学術の振興などが行われた。第2代藩主長次の時代から幕府の公役負担が重くのしかかり、歴代藩主はその負担に積極的に応じて二本松藩の財政は困窮した。このため第5代藩主高寛は、岩井田昨非を登用して享保の藩政改革を行った。第6代藩主高庸も岩井田を用いて藩政改革を行い、赤子生育法を出す。寛延年間に領内に一揆が起こり、年貢半減を約して収めるも、後に撤回した。また、同時期には凶作で4万2000石の被害を出している。第7代藩主長貴の時代にも、明和年間に大火事が起こり、天明の大飢饉で大被害を蒙った。このため寛政の藩政改革を行って、医療救助令や養老法を制定した。だが幕府の命令による美濃や伊勢の川普請の負担などもあり、財政は悪化する。
第9代藩主長富は藩校敬学館を設立し、家老の丹羽貴明を用いて藩政刷新を行う。文政年間には領内を巡察し、農村復興のために新年番名主制を定めて領内各村に総額3400両の救助金を出し、25人組制度の制定と倹約令を出した。しかし治世後半から長富は浪費癖が出て、藩内では賄賂政治が横行した。さらに天保の大飢饉で二本松は大被害を受け、幕府の普請負担などもあり藩政は行き詰まった。なお、安政年間に藩兵の訓練が行われている。
幕末期、第10代藩主長国は江戸湾警備、京都警衛、天狗党の乱鎮圧などで活躍した。戊辰戦争では奥羽越列藩同盟に参加して新政府軍と戦ったが、各地で敗戦を重ねて明治元年（1868年）7月28日に長国は米沢藩に逃亡し、翌日に二本松城は落城した。長国は9月に降伏し、自身の隠居を条件として丹羽長裕（米沢藩主・上杉斉憲の子）が養嗣子として跡を継ぐことを認められた。なお、このときに5万石も減らされた。明治2年（1869年）の版籍奉還で長裕は二本松藩知事となり、明治4年（1871年）の廃藩置県で二本松藩は廃藩となり二本松県となった。
なお、丹羽家治下の二本松藩では節分の時、「鬼は外」と叫ぶと「お丹羽外」に聞こえるとして、「鬼外」「おにそと」と「は」を抜いて唱えていた。

## 宗教

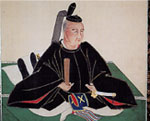
二本松4代の秀延

二本松藩では、豊臣時代の領主である蒲生氏郷がキリシタン大名であった影響から、東北地方におけるキリシタンの根拠地のような地域になっていた。このため、秀吉のバテレン追放令などの禁教令、江戸幕府における慶長18年（1613年）の全国禁教令を契機として、厳しいキリシタン弾圧が展開された。二本松でも寛永9年（1632年）2月8日に明利の命令で5人が火炙り、9人が斬首と計14名のキリシタンが殉教、すなわち処刑されている（同時期に会津藩で42名、白河藩でも13名が処刑された）。この時二本松で処刑されたキリシタンには、前の領主で氏郷の孫忠郷の旧臣や、元和年間に長崎で弾圧されて二本松に逃れていた者などが含まれており、彼らは布教活動を行っていたため処刑されたといわれる。
時代は下って、丹羽家が寛政元年（1789年）に幕府に提出した「陸奥国二本松領切支丹類族存命帳」では、寛永から正保年間に摘発されたキリシタン18名の末裔の行方を曾孫から玄孫、来孫（玄孫の子）まで類別した上で厳しく監視している旨を報告している。

## 経済

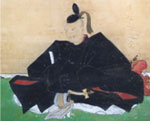
二本松5代の高寛

二本松は寒冷な農業後進地であり、蒲生家90万石余と60万石、上杉家120万石の属領時代から大国に支配されていたため、その格式に見合う軍役・奉公を負担しなければならなかった。このためこれらの時代から年貢率はかなり高かったが、加藤家の時代にはさらに増徴された上に、年貢の付加税である口米・口銭も蒲生60万石時代から倍も増徴される厳しさであった。しかも小物成、すなわち雑税は種類を増やされて徴収され、城普請などの労役も厳しく、雑税と指定されている蝋や漆は厳しく流通統制が行われていた。このため加藤家の時代には新田開発も行われたが、一方で検地は大変厳しく、田畑に蒔く種子の枡量だけで収穫量を推定して等級を付けたり、耕地の存在しない場所や耕作者が存在しない土地に石高を付けて年貢を課し、領民は「迷い高」「土無高」と称して恨みを表すほどだったという。この厳しい検地は丹羽家の元禄7年（1694年）にようやく廃止されたが、余りの厳しさに耐えかねて身売りや逃散する領民が相次ぎ、寛永19年（1642年）には前年の凶作と連年の年貢増徴に耐えかねて大規模な逃散が発生した（この事件が遠因で二本松加藤家は改易された）。
丹羽家は加藤家の二の舞を演ずることを恐れてか、明暦元年（1655年）から定免法を採用して、税率も五公五民から六公四民にまで抑えている。丹羽家の藩財政は入部当初から苦しかったが、これは二本松城の改築や城下町の整備拡大、正保年間の大旱魃、そして幕府の命令による賦役の負担などが原因である。このため二本松藩は凶作や天災により損毛（被害）高が非常に大きく、藩財政は天明期に既に限界にきていたという。

## 社会

### 農民

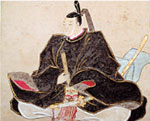
二本松6代の高庸

前述しているように、二本松は税率が厳しいために農民の逃散と身売りが行われていた。藩主側も税を確保するため、二本松には五人組制度から25人組制度を定めて土地の地域的連帯責任を負わせていた（25人組制度は江戸時代後期に定められた）。しかし年貢の厳しさだけでなく、二本松には相次ぐ天災、労役があり、そのために農村は窮乏して生産能力を失い、人口は減少していった。二本松の農村人口は延宝5年（1677年）に7万9894人、貞享元年（1684年）に8万3853人であったが、元禄11年（1698年）から減少して延享元年（1744年）に7万2589人になった。天明の大飢饉で二本松は大きな被害を受けて6万2821人になり、天保の大飢饉も同様で最低の6万2413人となった。
丹羽家は元禄年間以降、年貢収奪を強化したが、これに加えて労役負担や天災、貨幣経済の進展もあり、寛延年間には二本松で唯一の一揆も起こっている。

### 軍隊

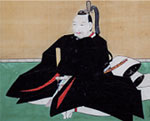
二本松7代の長貴

二本松丹羽家では上席家老の下に軍事を司る番方が設置された。幕末の動乱期に入ると、安政年間に農民を徴集した軍事訓練も行われたが、内容は戦国時代末期の装備や陣立てという時代遅れの旧式訓練だった上、農民には農事もあり多大な負担になった。慶応年間にも軍制改革が実施されて西洋銃が購入されるなど、安政期よりは進んだ軍事改革が断行されるも、丹羽家がもともと織田信長の重臣として戦国時代に武勇を高らしめた家柄というのが逆に足枷となり、上級藩士の大半が西洋銃より戦国末期の陣立てと武具に固執して聞き入れない有様だったと伝わっている。

## 福祉

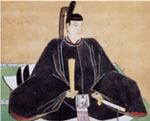
二本松8代の長祥

農村人口の減少に苦しんだ丹羽家では、延享2年（1745年）8月に幕府や他藩に先駆けて独自の「赤子生育法」を定めたが、これは藩士で儒学者の種橋成興の建議によるものであった。これは、13歳以下の子が3人いて4人目を出生したら1年に米3俵を支給、6歳以下の子が2人いて3人目を出生したら1年に1俵を支給とするもので、藩は生育係、成育才判人を設置して妊婦改めや出生改めを行い、また懐妊した者は藩上層部にまで報告されて不仁（間引、いわゆる中絶）の無いようにし（逆に不仁したら村八分という制裁を受けた）、困窮者でも子沢山なら組合の責任で諸役を免除することも許され、結果として天明の大飢饉前までに3900余人の人口増加に成功した。
しかし、天明の大飢饉で二本松は人口を1万2000人余りも失い、天明6年（1786年）3月に「改正生育修法」を定めた。その内容は、10歳以下の子が1人いたら、2人目からは5斗入り米1俵支給、3人、4人目の子供の場合は玄米2年間の支給、5人目以上なら玄米3年間、懐妊を知らずに奉公に出てその後に出産して貧窮で養育困難な場合は3年間の支給と定められたが、この改正法により天明末期から寛政にかけて人口は再び増加した。享和2年（1802年）9月にも生育法は改正されてこれまでの米支給を金銭支給とし、2人目は金2分、3人目は2両2分、5人目は3両、双子の場合は18両（ただしこれらは支給を何度かに分けて行われていた）と定められた。しかしその後は間引が盛んに行われ、人口増加に歯止めがかかるようになり、藩も金銭支給から米支給へ（文化11年（1814年））、米支給から金銭支給へ（天保3年（1832年））というように改められるが、江戸時代後期から末期には支給額が藩財政の負担から減額されるなど、制度そのものに限界が見えるようになっていた。

## 産業

### 馬産

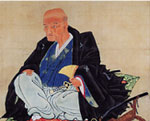
二本松9代の長富

二本松では幕府の軍役や宿駅など、交通政策の必要上からも馬産の振興と統制が行われ、農民間でも耕作や運搬の手段、駄賃稼ぎなどで重要な仕事となっており、藩では定員2名の駒奉行が設置され、補助として駒付という世話人兼取締役が任命されていた。藩は全ての飼育馬について徹底した調査と管理を行い、藩では良質の種馬を盛岡藩から購入したり、雌馬を購入するために資金を貸し付ける制度を定めるなど、数々の奨励策も実施した。幕府も二本松藩の馬産には注目しており、享保年間に幕府老中戸田忠真の命令で馬を献上している。なお、二本松では雄馬を駒、雌馬を駄馬（本来は駒とは乗用馬、駄馬とは荷物運搬用の馬）と称していた。
ただし、馬産以外の畜産は二本松では振るわず、牛の飼育に至っては文政12年（1829年）で37頭、その他の畜産も養鶏以外は皆無に等しかった。

### 製造業

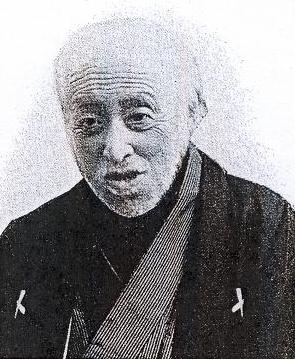
二本松10代の長国

二本松では現在酒造業が盛んであるが、これは江戸時代も同様であった。ただ、年貢米の確保と米価安定のため、藩により厳しく規制され、藩は酒札という鑑札を発行してこれを持つ者以外の酒造は禁止していた。養蚕業も伊達郡や信夫郡で盛んに行われ、幕末には南達地方でも盛んになった。工業生産は余り盛んでは無かったが、鋳物（日和田鋳物）などは盛んに行われた（明治時代に衰退）。また脱穀用の道具として中国から伝わった土摺臼が二本松では盛んに製造されたが、これは万石通しや千歯扱が東北では富裕層に限られていたためで、江戸時代後期には技術の向上で年間に2500台が製造され、安価に大量生産も可能になり、販路も会津藩など東北地方に広がった。

## 文化

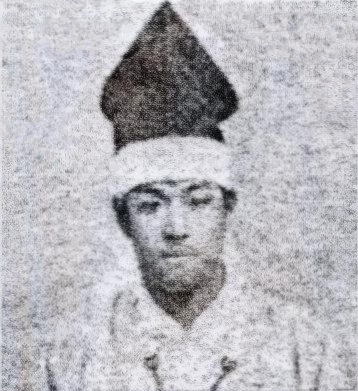
二本松11代の長裕

二本松藩で学校が設立されたのは第6代の高庸の時で、宝暦年間に江戸藩邸に文武学校を設立し、家臣に漢学と小野派一刀流を修練させた。以後の藩主も財政難から藩政改革に着手したが、その際に優れた学者や武術家を招いて文武の興隆に勤めた。第9代藩主長富の時、藩校敬学館が設立された（文化14年（1817年））。また初代光重、5代高寛など藩主の多くが文化人として優秀だったことから二本松では絵画や書道も進歩し、多くの画家・名書家を輩出した。また二本松では農民・町民層において松本茂彦や小沼幸彦、鈴木広視ら優れた国学者を輩出している。

## 歴代藩主

### 松下家
3万石。外様。
1. 重綱
2. 長綱

### 加藤家
3万石。外様。
1. 明利

### 丹羽家
10万700石→5万700石。外様。
1. 光重
2. 長次
3. 長之
4. 秀延
5. 高寛
6. 高庸
7. 長貴
8. 長祥
9. 長富
10. 長国
11. 長裕

## 幕末の領地
- 陸奥国（岩代国）
  - 安達郡のうち - 74村（うち37村は第1次福島県に編入）
  - 信夫郡のうち - 4村（第1次福島県に編入）
  - 安積郡のうち - 37村